# Gare de Wevelgem
La gare de Wevelgem est une gare ferroviaire de la ligne 69 de Courtrai à Poperinge située à proximité du centre-ville de Wevelgem, en région flamande dans la province de Flandre-Occidentale.
Elle est mise en service en 1853 par la Société des chemins de fer de la Flandre-Occidentale (FO).
C'est une gare de la Société nationale des chemins de fer belges (SNCB) desservie par des trains InterCity (IC) et Heure de pointe (P).

## Situation ferroviaire
Établie à 17 m d'altitude, la gare de Wevelgem est située au point kilométrique (PK) 5,300 de la ligne 69 de Y Courtrai-Ouest à Poperinge, entre les gares ouvertes de Bissegem et de Menin.

## Histoire
La gare de Wevelgem est mise en service 15 janvier 1853, par la Société des chemins de fer de la Flandre-Occidentale (FO), lorsqu'elle ouvre à l'exploitation la section de Courtrai à Wervicq de la ligne de Courtrai à Poperinge.
Un premier bâtiment, de style néoclassique, est réalisé en 1853 ; ce petit pavillon sans étage comporte cinq travées.
En 1912, il est démoli au profit d'un bâtiment trois fois plus grand ; il s'agit d'une gare de plan type 1895 muni d’une aile de huit travées. En 1924, un pavillon d’aisance et une halle à marchandises sont ajoutés au bâtiment de 1912.
Inutilisée, la halle à marchandises est rénovée par la commune et devient en 2017 une salle réservée à l'organisation des mariages en remplacement d'une salle de l'hôtel de ville de Wevelgem.
Après la fermeture du guichet, un projet de musée du cyclisme est envisagé mais c'est finalement un café-fromager-traiteur du nom de Mi Kaaza qui prend ses quartiers dans le rez-de-chaussée du bâtiment de la gare. Il devrait prochainement quitter cet emplacement en 2024 ou 2025.

## Service des voyageurs

### Accueil
Gare SNCB, elle dispose d'un bâtiment voyageurs. Depuis le 28 juin 2013, la gare est devenue un point d'arrêt et le guichet est définitivement fermé. Pour l'achat d'un titre de transport, adressez-vous, de préférence, à l'automate de vente ou via un autre canal de vente. La gare propose des aménagements pour les personnes à la mobilité réduite (quais bas et boucle d'induction).

### Desserte
Wevelgem est desservie par des trains InterCity (IC) et Heure de pointe (P) de la SNCB, qui effectuent des missions sur la ligne commerciale 69 (Courtrai - Poperinge).
En semaine, comme les week-ends, la gare possède une desserte régulière cadencée à l’heure : des trains IC-04 effectuant le trajet Poperinge - Courtrai - Gand - Saint-Nicolas - Anvers-Central.
Quelques trains supplémentaires d'heure de pointe se rajoutent en semaine :
- deux trains P de Poperinge à Schaerbeek (le matin) ;
- un train P dans chaque sens entre Poperinge et Courtrai (le matin) ;
- deux trains P de Schaerbeek à Poperinge (l’après-midi) ;
- un train P dans chaque sens entre Poperinge et Courtrai (l’après-midi).

Le dimanche soir, en période scolaire, un unique train P relie Poperinge à Sint-Joris-Weert (près de Louvain).

### Intermodalité
Un parking gratuit pour les vélos y est aménagé. Un arrêt de bus est situé à proximité.

## Comptage voyageurs
Ce graphique et tableau montre le nombre de voyageurs embarquant en moyenne durant la semaine, le samedi et le dimanche.
| Nombre de passagers qui embarquent à la gare de Wevelgem | Nombre de passagers qui embarquent à la gare de Wevelgem | Nombre de passagers qui embarquent à la gare de Wevelgem | Nombre de passagers qui embarquent à la gare de Wevelgem |
|                                                          | Semaine                                                  | Samedi                                                   | Dimanche                                                 |
| -------------------------------------------------------- | -------------------------------------------------------- | -------------------------------------------------------- | -------------------------------------------------------- |
| 1977                                                     | 416                                                      | 56                                                       | 116                                                      |
| 1978                                                     | 422                                                      | 79                                                       | 83                                                       |
| 1979                                                     | 427                                                      | 78                                                       | 103                                                      |
| 1980                                                     | 497                                                      | 105                                                      | 120                                                      |
| 1981                                                     | 497                                                      | 106                                                      | 143                                                      |
| 1982                                                     | 575                                                      | 103                                                      | 137                                                      |
| 1983                                                     | 583                                                      | 77                                                       | 131                                                      |
| 1984                                                     | 451                                                      | 116                                                      | 147                                                      |
| 1985                                                     | 377                                                      | 95                                                       | 82                                                       |
| 1986                                                     | 339                                                      | 86                                                       | 119                                                      |
| 1987                                                     | 429                                                      | 90                                                       | 146                                                      |
| 1988                                                     | 382                                                      | 89                                                       | 98                                                       |
| 1989                                                     | 451                                                      | 79                                                       | 67                                                       |
| 1990                                                     | 329                                                      | 111                                                      | 163                                                      |
| 1991                                                     | 387                                                      | 87                                                       | 180                                                      |
| 1992                                                     | 450                                                      | 94                                                       | 183                                                      |
| 1993                                                     | 451                                                      | 138                                                      | 239                                                      |
| 1994                                                     | 385                                                      | 98                                                       | 218                                                      |
| 1995                                                     | 341                                                      | 94                                                       | 180                                                      |
| 1996                                                     | 311                                                      | 113                                                      | 261                                                      |
| 1997                                                     | 343                                                      | 111                                                      | 173                                                      |
| 1998                                                     | 312                                                      | 123                                                      | 230                                                      |
| 1999                                                     | 315                                                      | 132                                                      | 152                                                      |
| 2000                                                     | 376                                                      | 119                                                      | 180                                                      |
| 2001                                                     | 426                                                      | 119                                                      | 179                                                      |
| 2002                                                     | 352                                                      | 116                                                      | 171                                                      |
| 2003                                                     | 403                                                      | 122                                                      | 150                                                      |
| 2004                                                     | 395                                                      | 96                                                       | 76                                                       |
| 2005                                                     | 438                                                      | 119                                                      | 180                                                      |
| 2006                                                     | 428                                                      | 128                                                      | 142                                                      |
| 2007                                                     | 442                                                      | 142                                                      | 231                                                      |
| 2008                                                     | -                                                        | -                                                        | -                                                        |
| 2009                                                     | 526                                                      | 158                                                      | 195                                                      |
| 2010                                                     | -                                                        | -                                                        | -                                                        |
| 2011                                                     | -                                                        | -                                                        | -                                                        |
| 2012                                                     | 406                                                      | 154                                                      | 178                                                      |
| 2013                                                     | 424                                                      | 148                                                      | 179                                                      |
| 2014                                                     | 404                                                      | 148                                                      | 185                                                      |
| 2015                                                     | 507                                                      | 153                                                      | 185                                                      |
| 2016                                                     | 401                                                      | 202                                                      | 321                                                      |
| 2017                                                     | 483                                                      | 215                                                      | 339                                                      |
| 2018                                                     | 451                                                      | 259                                                      | 273                                                      |
| 2019                                                     | 458                                                      | 175                                                      | 192                                                      |
| 2020                                                     | 351                                                      | 173                                                      | 138                                                      |
| 2021                                                     | -                                                        | -                                                        | -                                                        |
| 2022                                                     | 433                                                      | 243                                                      | 344                                                      |
| 2023                                                     | 533                                                      | 380                                                      | 432                                                      |
| 2024                                                     | 526                                                      | 141                                                      | 140                                                      |

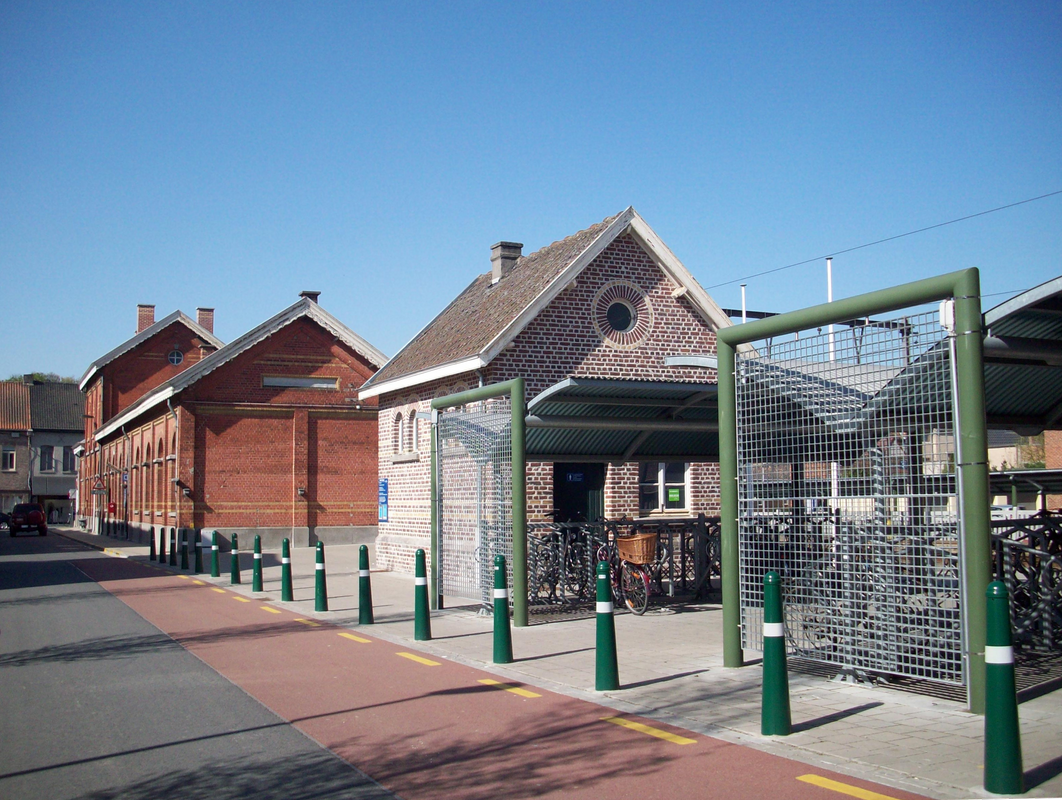
Bâtiment, accès aux quai de la voie 1 et parcs à vélos.
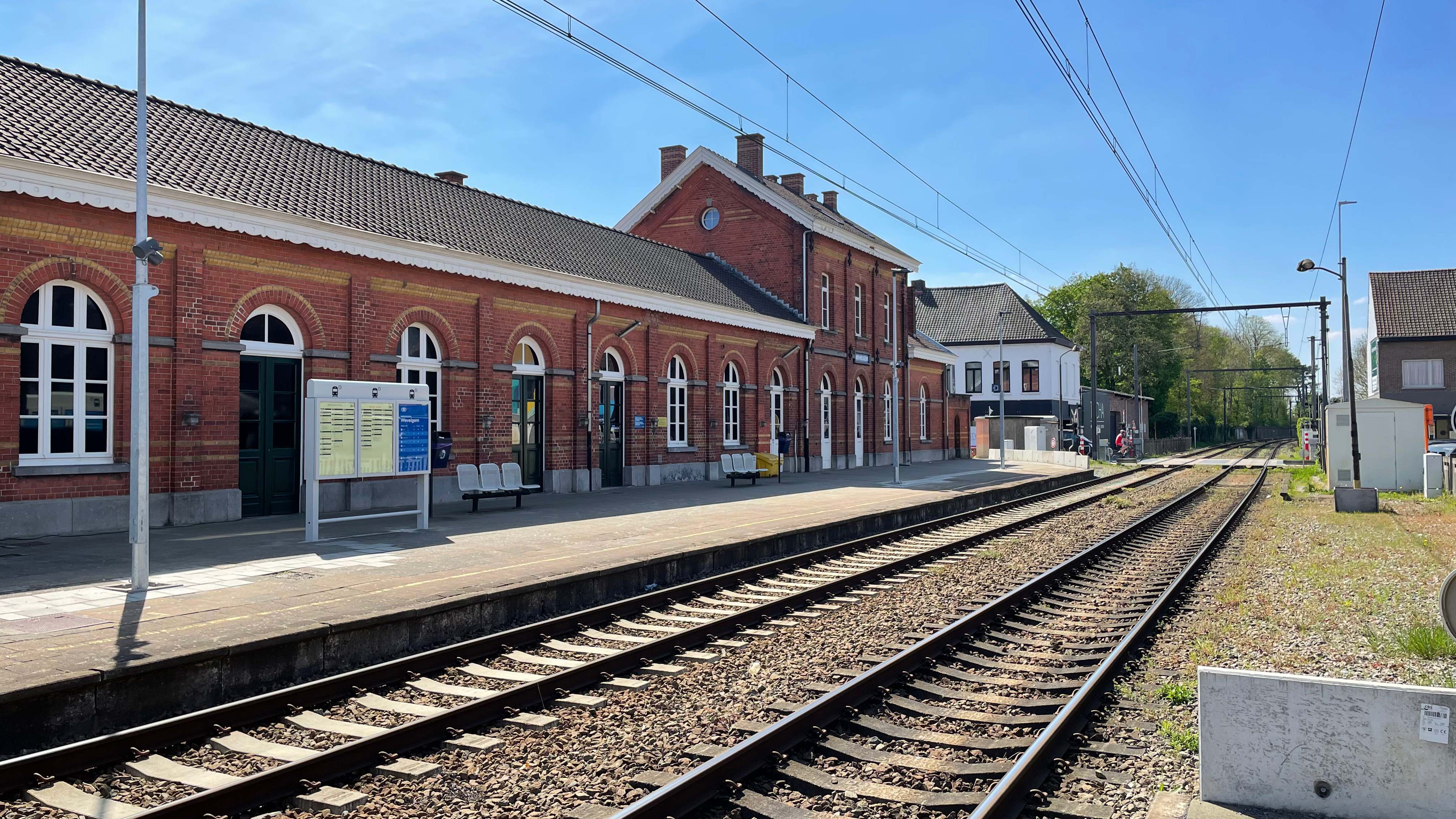
Vue depuis l'accès à la voie 2.
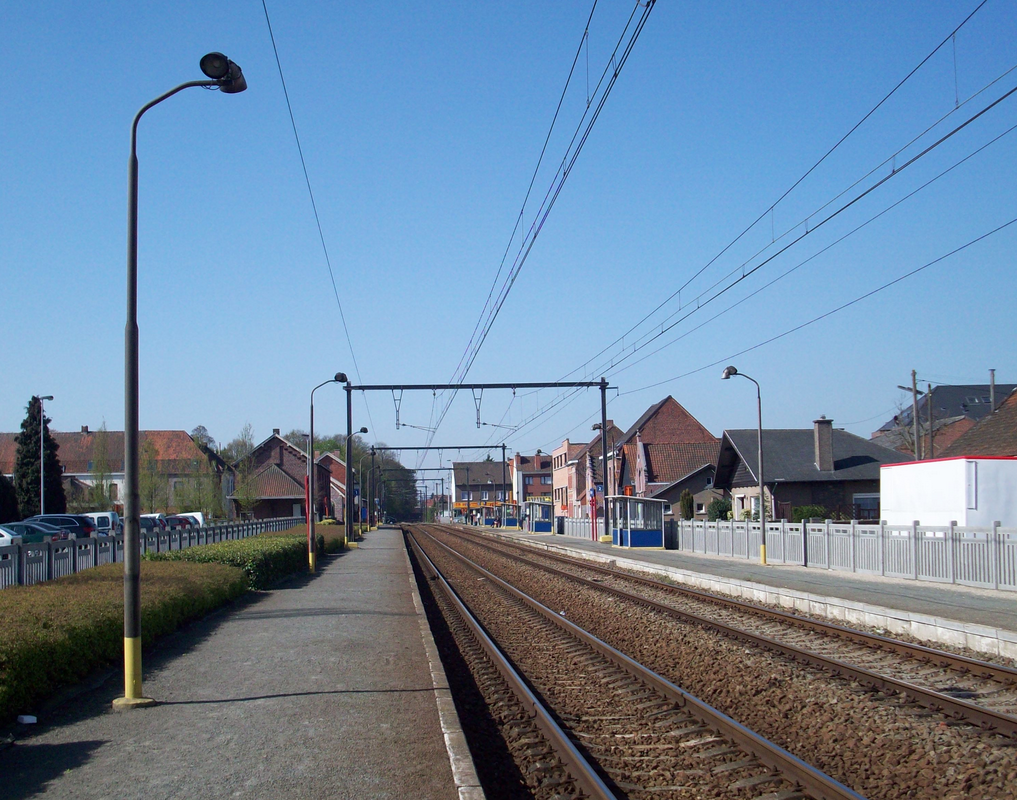
Voies et quais.
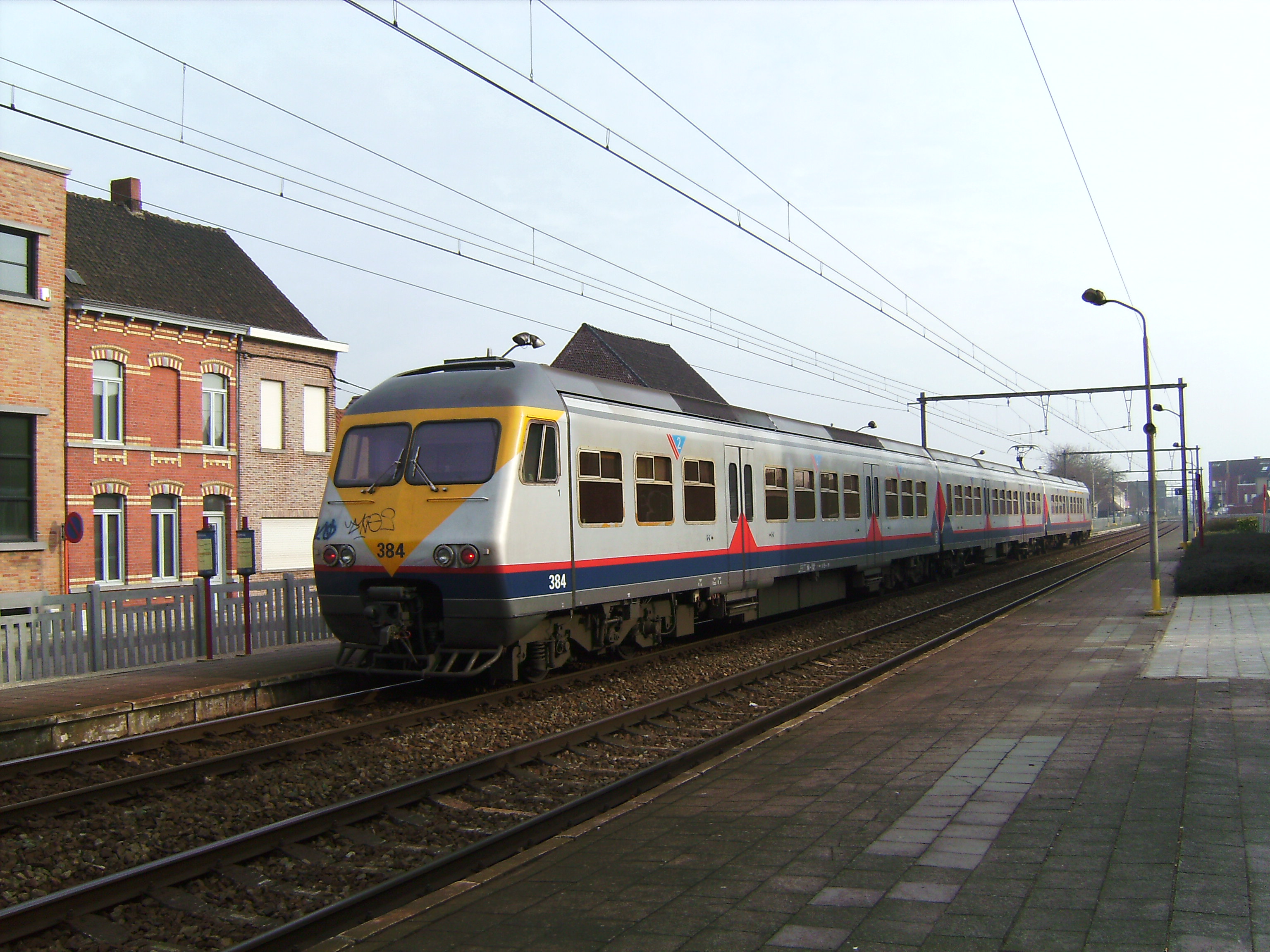
Desserte en 2009.

## Patrimoine ferroviaire
Le bâtiment des recettes, construit en 1912 par l'Administration des chemins de fer de l'État belge appartient au plan type 1895 et remplace un bâtiment de style néoclassique sans étage recouvert d'enduit blanc à refend autrefois omniprésent sur les lignes des Chemins de fer de la Flandre Occidentale mais dont les seuls représentants encore existants se trouvent maintenant à Poperinge et Meulebeke. Le bâtiment de 1912 incorpore une vaste aile de huit travées — la majorité de ces bâtiments ne comptent que trois travées à cet endroit — laquelle incorporait peut-être à l'origine un local pour les marchandises. La façade en briques rouges et jaunes témoigne d'une légère simplification par rapport au type 1895 originel : la frise sous la corniche est remplacée par deux bandeaux de briques jaunes posées en diagonale tandis que le larmier en relief des fenêtres de l'étage est également omis. Des supports en pierre sont visibles côté quais pour l'installation d'une marquise métallique mais les photos d'époque suggèrent que cet abri n'a jamais été installé.
Réalisée en 1924, la halle à marchandises est fort semblable aux halles et bâtiments de gare construits à la même époque en remplacement de constructions sinistrées par le conflit. Il s'en distingue par l'absence de pignons brisés (avec une demi-croupe sur les bâtiments type reconstruction) mais arbore les mêmes portes et fenêtres à multiples carreaux. La restauration de ce bâtiment en mauvais état pour l'aménager en salle de mariage a été accompagnée par la réapparition des auvents en bois au-dessus de chaque porte de chargement lesquels avaient disparu au cours du XXe siècle. Le bâtiment qui servait autrefois pour les toilettes et la lampisterie (stockage des lanternes et huiles combustibles) date également de 1924 mais recourt à des briques plus foncées que les deux autres bâtiments. Son plan est une évolution des constructions standard d'avant-guerre avec des fenêtres semblables à celles des bâtiments de la reconstruction.

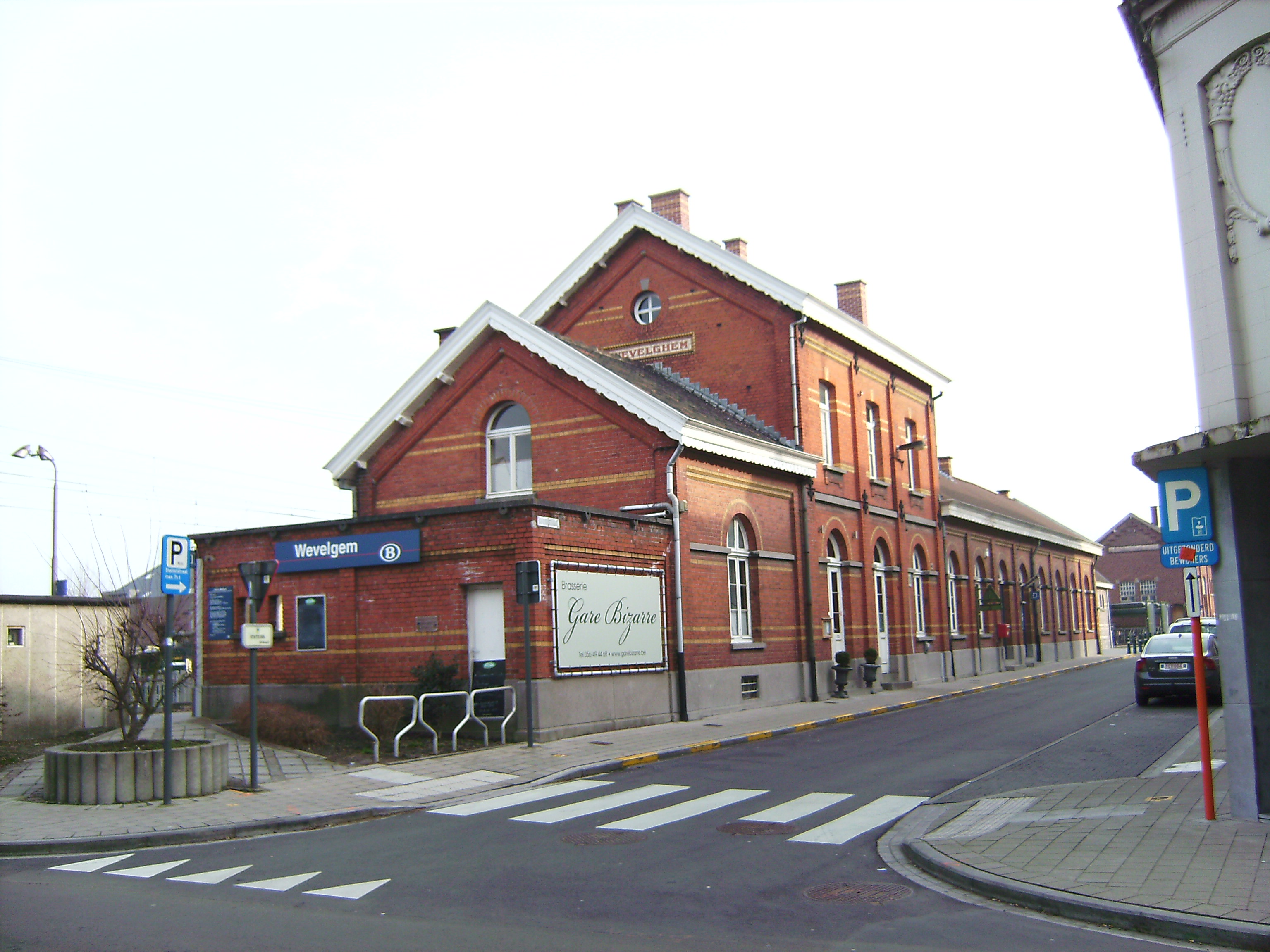
Ancien bâtiment voyageurs (2009).
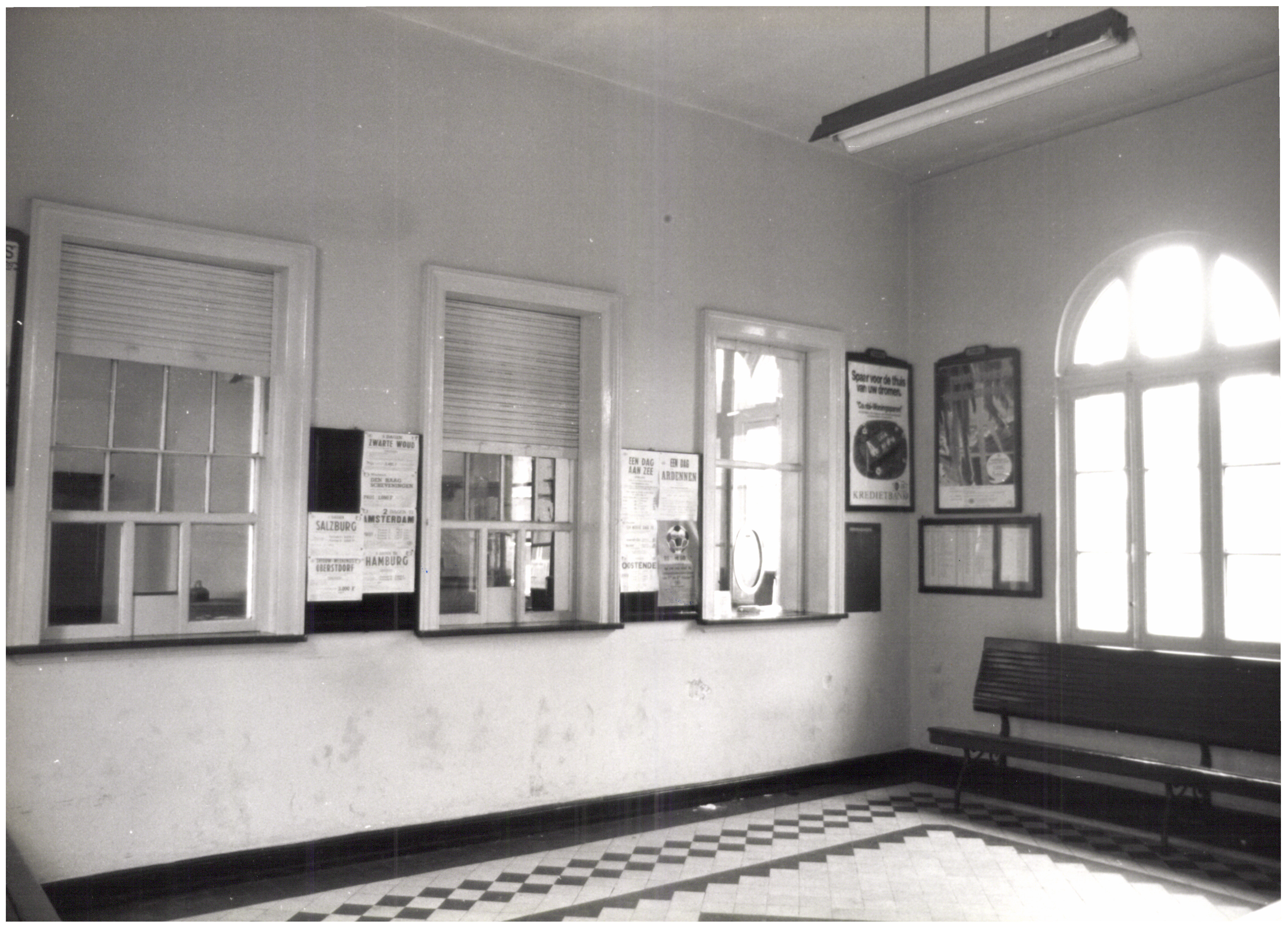
Ancien guichet (1972).
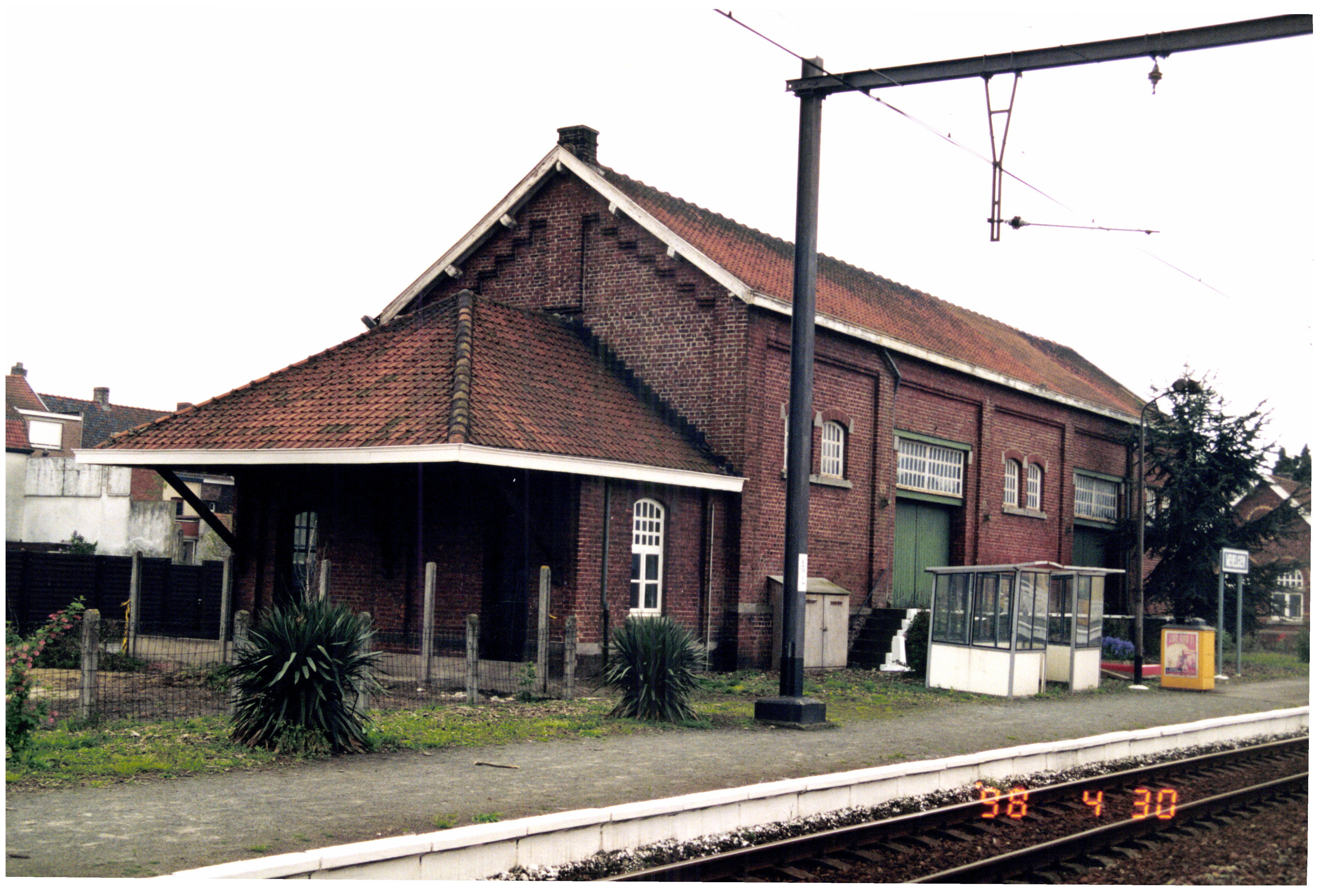
Halle aux marchandises (1998).
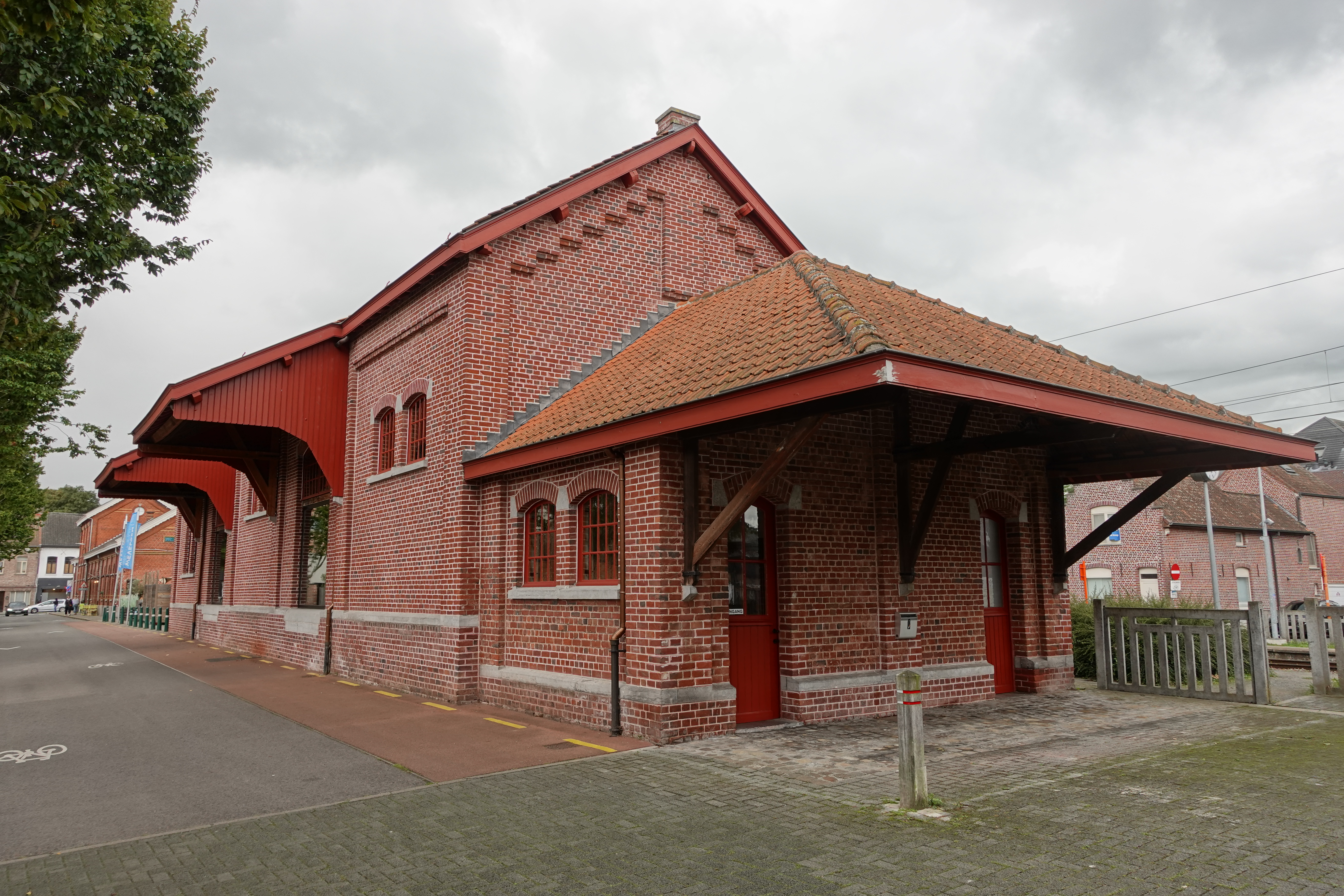
Halle aux marchandises (2024).
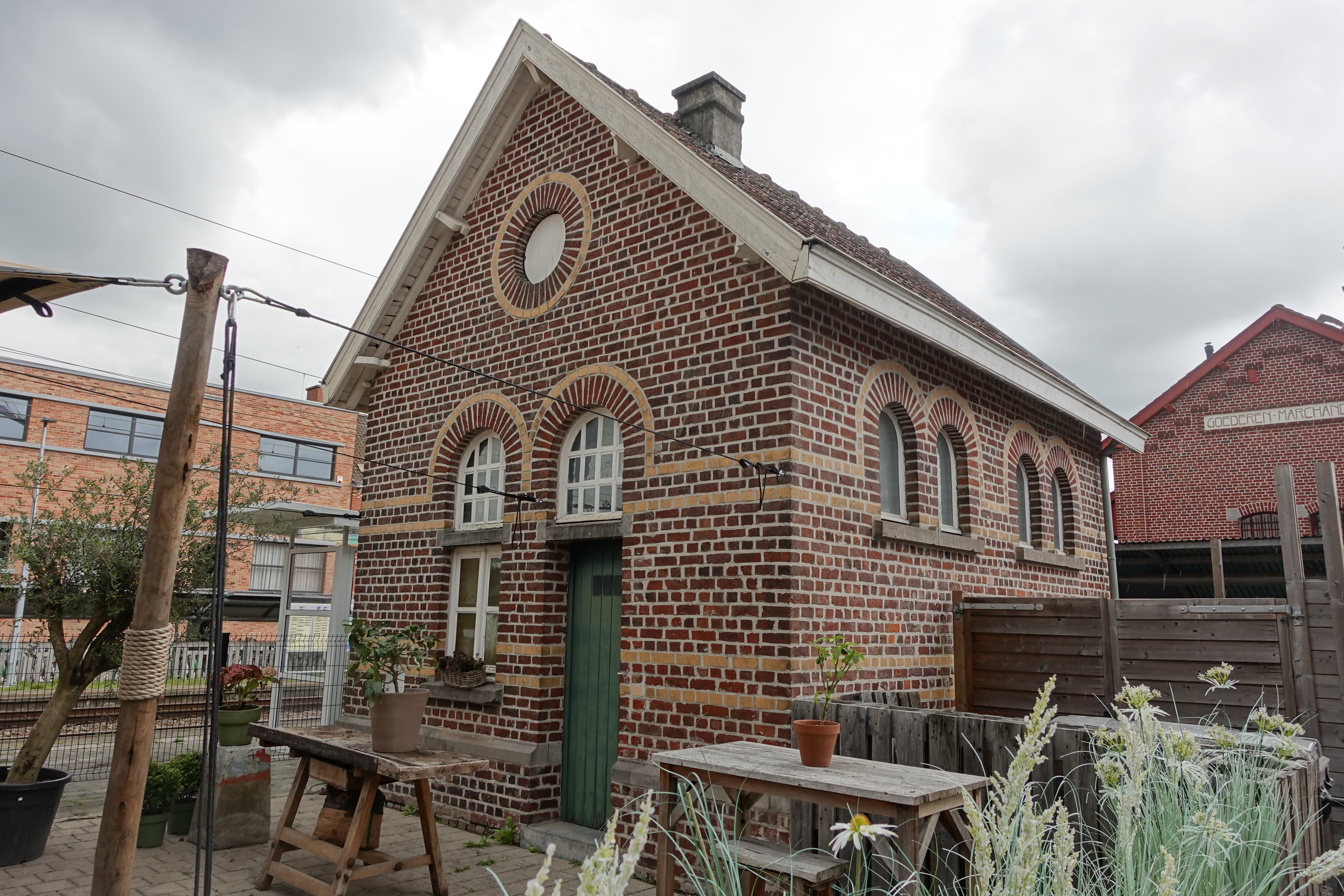
Pavillon des toilettes et de la lampisterie.